# Carlos Lyra
Carlos Eduardo Lyra Barbosa (Rio de Janeiro, 11 de maio de 1933 – Rio de Janeiro, 16 de dezembro de 2023) foi um cantor, compositor e violonista brasileiro. Junto com Roberto Menescal, era uma das figuras jovens da bossa nova. Fez parte de uma bossa nova mais ativista, propondo o retorno do ritmo às suas raízes no samba.
Dentre suas canções mais famosas estão "Você e Eu", "Coisa mais Linda", "Influência do Jazz", "Maria Ninguém", "Minha Namorada", "Ciúme", "Lobo Bobo", "Menina", "Maria Moita" e "Se É Tarde me Perdoa".

## Biografia
Nasceu no bairro de Botafogo, na Zona Sul do Rio de Janeiro, em 11 de maio de 1933. Era o filho mais velho de José Domingos Barbosa, um oficial da Marinha, e da dona de casa Helena Lyra Barbosa. Possui dois irmãos: Sérgio Henrique Lyra Barbosa, também oficial da Marinha, e Maria Helena Lyra Fialho, professora de teatro e artista plástica.
Carlos Lyra começou a fazer música com um piano de brinquedo aos sete anos de idade, passando, em seguida, a tocar gaita de boca. Ainda adolescente, quebrou a perna num campeonato de salto à distância. O acidente o obrigou a ficar de repouso na cama por seis meses. Para passar o tempo, foi-lhe oferecido um violão e o Método Paraguaçu de aprendizado do instrumento.
Ao receber alta do médico, já dominava o violão. Estudou no Colégio Santo Inácio, foi semi-interno no Colégio São Bento e concluiu o antigo segundo grau no Colégio Mallet Soares, em Copacabana, onde conheceu o compositor Roberto Menescal, com quem montou a primeira Academia de Violão, uma forma que encontraram de viver profissionalmente da atividade musical, por onde passaram Marcos Valle, Edu Lobo, Nara Leão e Wanda Sá, entre outros. Nessa época, decidiu trocar o curso de Arquitetura na faculdade pela música. Participou da primeira geração da bossa nova ao lado do parceiro Ronaldo Bôscoli, e de Tom Jobim, Vinícius de Moraes e João Gilberto – todos representados no álbum Chega de Saudade, lançado em 1959.

## Carreira

### Década de 1950

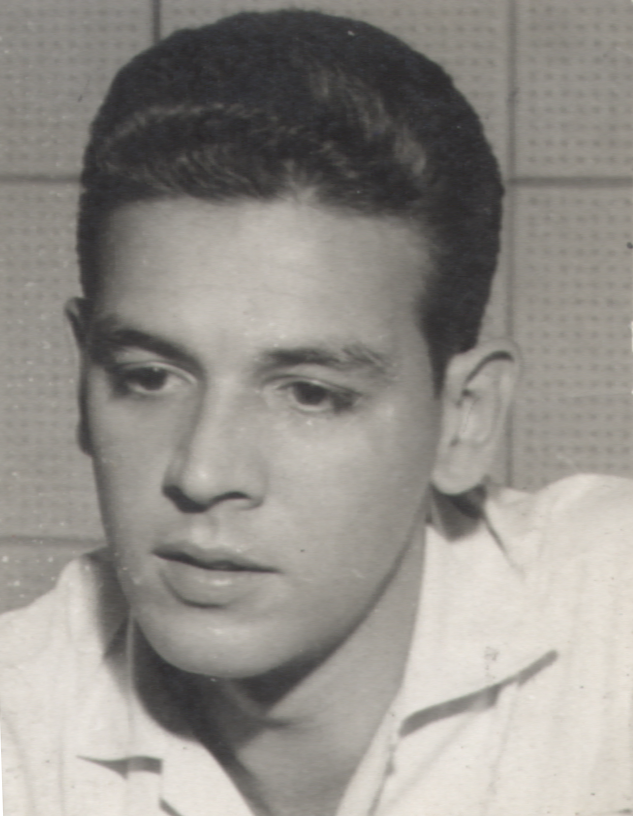
Foto sem data. Arquivo Nacional.

Carlos Lyra escreveu sua primeira canção, intitulada "Quando chegares", em 1954. Ainda nesse ano, Geraldo Vandré (à época apresentando-se como Carlos Dias), interpretou sua composição "Menina" no I Festival da Canção, realizado pela TV Rio. Em 1955, a música foi gravada por Sylvinha Telles e lançada como single pela gravadora Odeon. O disco é considerado um precursor da bossa nova.
No ano seguinte, iniciou sua carreira profissional como músico, tocando violão elétrico no conjunto de Bené Nunes. Ainda em 1956, seu samba "Criticando", precursor de "Influência do jazz", foi gravado pelo grupo vocal Os Cariocas. Em 1957, começou a compor em parceria com Ronaldo Bôscoli. São dessa época as canções "Lobo bobo" e "Se é tarde me perdoa". Ainda em 1957, participou, na Sociedade Hebraica de Laranjeiras, de um show cuja apresentação em cartaz dizia: "Hoje, Sylvia Telles, Carlos Lyra e os bossa nova", expressão utilizada pela primeira vez para descrever a música do compositor e seus companheiros de palco daquela noite. No ano seguinte, compôs, em parceria com Geraldo Vandré, as canções "Quem quiser encontrar o amor" (famosa na voz de Maysa) e "Aruanda".
Em 1959, suas composições "Maria Ninguém", "Lobo Bobo" e "Saudade fez um samba" foram gravadas por João Gilberto no álbum Chega de Saudade, lançado pela Odeon. Em 1960, gravou seu primeiro disco, Carlos Lyra: bossa nova, lançado pela Philips, produzido por Armando Pittigliani, com texto de contracapa escrito por Ary Barroso.

### Década de 1960

Em 1960. Arquivo Nacional.

Em 1960, escreveu a trilha sonora de A mais-valia vai acabar, seu Edgard, peça teatral de Oduvaldo Vianna Filho com direção de Chico de Assis. Nesse ano, conheceu Vinicius de Moraes, que se tornaria seu parceiro em inúmeras composições de sucesso, como "Você e eu", "Coisa mais linda", "Primavera" e "Minha namorada", entre outras.
Em 1961, compôs "Canção que morre no ar" ao lado de Ronaldo Bôscoli. Escreveu o musical infantil O dragão e a fada, cujas letras foram compostas com a parceria de Nelson Lins e Barros. Musicou Um americano em Brasília, peça teatral de Chico de Assis e Nelson Lins e Barros, que incluiu as canções "Mister Golden", "Maria do Maranhão", "Canção do subdesenvolvido", "É tão triste dizer adeus" e "Promessas de você", entre outras.
Filiado ao Partido Comunista Brasileiro (PCB), ainda em 1961 fundou, ao lado de Oduvaldo Viana Filho, Ferreira Gullar, Leon Hirszman e Carlos Estevam, o Centro Popular de Cultura (CPC) da União Nacional dos Estudantes (UNE). No exercício dessa função, entrou em contato com compositores populares como Zé Keti (que viria a se tornar seu parceiro no "Samba da Legalidade", composto durante a Campanha da Legalidade), Cartola, Nelson Cavaquinho, Elton Medeiros e João do Vale. Este grupo de compositores, mais tarde apresentado por ele a Nara Leão, deu origem ao álbum Nara, de estréia fonográfica da cantora, com destaque para a música "Diz que fui por aí" e, mais tarde, ao Grupo Opinião. Ainda nesse ano, escreveu "Influência do Jazz" e compôs a música da peça infantil Maroquinhas Fru-Fru, de Maria Clara Machado.
Em 1962, musicou Couro de gato, curta-metragem premiado de Joaquim Pedro de Andrade realizado em 1960 e nesse ano incluído como segmento do filme Cinco Vezes Favela. E Gimba, filme dirigido por Flávio Rangel. Participou, também em 1962, do histórico Festival de Bossa Nova, realizado no Carnegie Hall, em Nova York, interpretado suas canções "Maria ninguém", "Lobo bobo" e "Influência do jazz", esta última também apresentada pelo Bossa Rio, quarteto de Sérgio Mendes. Ainda nesse ano, escreveu com Vinícius de Moraes as canções do musical Pobre menina rica. O espetáculo foi montado em 1963, inicialmente na casa noturna Au Bon Gourmet (RJ), com direção geral de Aloysio de Oliveira e direção musical de Eumir Deodato. No elenco, além do compositor, figuraram ainda o próprio Vinícius e Nara Leão, que estava sendo lançada como cantora. O show seguiu, sob sua direção, para o Teatro Maison de France (RJ) e, depois, para o Teatro de Bolso (RJ), quando contou com a participação de Ari Toledo, que se tornou conhecido por sua interpretação de "Pau de arara (O comedor de giletes)".
Ainda em 1963, participou, com Tom Jobim, João Gilberto e Luiz Bonfá, do concerto promovido pelo então Embaixador Roberto Campos e realizado no George Washington Auditorium, na capital norte-americana. Lançou pelo CPC da UNE a "Canção do subdesenvolvido" no disco O povo canta. A venda desse compacto arrecadou fundos para a construção do Teatro do CPC da UNE. No ano seguinte, o disco foi retirado de circulação pela recém instaurada ditadura militar. Na mesma época, o Teatro do CPC da UNE, recém-construído, foi metralhado pelo Movimento Anti-Comunista (MAC).
Atuou também como diretor musical do Teatro de Arena, promovendo apresentações de Zé Keti, Cartola, Nélson Cavaquinho, João do Vale, Nara Leão, As baianinhas (batizadas por ele como "Quarteto em Cy", nome artístico com o qual passaram a atuar profissionalmente) e Tamba Trio. Musicou Bonitinha mas ordinária, filme de José Pereira de Carvalho, baseado em obra de Nélson Rodrigues. Compôs, com Vinícius de Moraes, a "Marcha da quarta-feira de cinzas" e o "Hino da UNE". Atuou como diretor musical da Rádio Nacional, exercendo o cargo até o golpe militar em 1964. Nesse ano, viajou para os Estados Unidos, onde participou, com Stan Getz, do Festival de Jazz de Newport.
Em 1965, gravou a trilha sonora de Pobre menina rica, em disco lançado pela CBS, que contou com a participação de Dulce Nunes, Moacir Santos, Catulo de Paula e Telma Soares. Gravou, também pela CBS, o disco Sound of Ipanema, em parceria com Paul Winter, produzido por John Hammond com contracapa de Felix Grant (disc jockey de Washington, que era grande apreciador da bossa nova). Ainda nesse ano, escreveu a trilha de O padre e a moça, filme de Joaquim Pedro de Andrade. Participou do show O remédio é bossa, realizado no Teatro Paramount, em São Paulo, ao lado de Sylvinha Telles, Tom Jobim, Alaíde Costa e Marcos Valle. Ainda em 1965, excursionou com Stan Getz por diversas cidades norte-americanas, e cinco regiões: Brasil, Japão, Canadá, Europa e México.
Em 1966, compôs "Lá vem o bloco" com Gianfrancesco Guarnieri. Em seguida, viajou para o México, onde se apresentou com Stan Getz, fixando residência nesse país por quatro anos. Ainda em 1966, apresentou o Concerto de Bossa Nova e Jazz do México, no Parque de Chapultepec, para uma platéia de seis mil pessoas, no qual seus músicos abriam o espetáculo com três números de jazz instrumental. No ano seguinte, compôs 20 trilhas musicais para curta metragens, além de criar e fazer a locução de textos de orientação turística para os Jogos Olímpicos da Cidade do México.

### Década de 1970
Em 1970, dirigiu, nessa cidade, seu musical infantil O dragão e a fada. Ainda naquele ano, montou o musical Pobre menina rica, cujo texto recebeu tradução para o espanhol de Gabriel Garcia Marquez e Francisco Cervantes. O espetáculo foi encenado, nessa temporada mexicana, por um elenco formado por Marli Tavares, Leny Andrade e o Bossa Três (trio integrado por Luis Carlos Vinhas, Otávio Bailly e Ronnie Mesquita).
Voltou para o Brasil em 1971, casado com a atriz e modelo norte-americana Kate Lyra, sua parceira nas canções "I see me passing by", "Nothing night" e "It's so obvious" (versão de "Cara bonita"). Nesse ano, lançou pela gravadora Philips o álbum ...E no entanto é preciso cantar, que contou com a participação de Chico Buarque na música "Essa passou", parceria de ambos. Em 1972, lançou também pela Philips o álbum Eu e elas, produzido por Paulinho Tapajós. Participou da trilha sonora da novela O Cafona, com suas canções "Tudo que eu sou eu dei" e "Gente do morro", esta última escrita originalmente com Vinicius de Moraes para a peça Eles não usam black-tie, de Gianfrancesco Guarnieri.
Em 1973, assinou contrato com a gravadora Continental e lançou o álbum Carlos Lyra. Em 1974, gravou o disco Herói do medo, censurado na íntegra e finalmente liberado e lançado no ano seguinte. Mudou-se, ainda em 1974, para Los Angeles, onde viveu durante dois anos. Participou da "terapia do grito primal", de Arthur Janov, e estudou astrologia na Sideral School of Astrology. Voltou para o Brasil em 1976, e lançou, pela Editora Codecri, a mesma do jornal O Pasquim, o livro "O seu verdadeiro signo".
Em 1979, participou do Congresso da UNE realizado em Salvador. Nessa ocasião, regeu um coro de cinco mil estudantes que cantavam em uníssono o "Hino da UNE", de sua autoria ao lado de Vinícius de Moraes. No ano seguinte, musicou Vidigal, peça teatral de Millôr Fernandes baseada em Memórias de um sargento de milícias, romance de Manoel Antônio de Almeida. Ainda em 1980, a peça infantil O dragão e a fada, em cartaz desde 1970 no México, foi contemplada com cinco Deusas de Prata, o maior prêmio mexicano de teatro, nas categorias Melhor Direção, Melhor Texto, Melhor Música, Melhor Elenco e Melhor Cenário e Figurino.

### Décadas de 1980 e 1990
Em 1982, a peça Vidigal entrou em cartaz no Teatro João Caetano (RJ). Ainda nessa época, escreveu letras para o cantor espanhol Julio Iglesias. Em 1983 compôs, com Paulo César Pinheiro, a trilha sonora de As primícias, peça teatral de Dias Gomes. Também nesse ano, musicou "O negócio é amar", uma letra deixada por Dolores Duran. No ano seguinte, o show 25 anos de bossa nova estreou no Teatro dos Quatro no Rio de Janeiro, tendo estreado no Teatro Cultura, em São Paulo, no ano seguinte. O espetáculo foi gravado ao vivo e lançado em disco pela gravadora 3M.
Participou, em 1986, do VII Carrefour Mondial de La Guitare, realizado na Ilha da Martinica. Em 1987, apresentou-se na Espanha ao lado de Caetano Veloso, Toquinho e Nana Caymmi. Em 1989, viajou ao Japão, dividindo o palco com Leila Pinheiro e o Quarteto em Cy. No ano seguinte, apresentou-se no Norte e Nordeste do país pelo "Projeto Brasileirinho", promovido pelo SESC. Em 1991, seu musical Pobre menina rica foi remontado sob a direção de Aderbal Júnior. Em 1992, viajou em turnê pela Espanha e Portugal. Participou também do Festival de Jazz de Pescara, na ltália, ao lado de Gerry Mulligan e Gary Burton. No ano seguinte, gravou no Japão o CD Bossa Lyra, lançado pela BMG/Victor.
Em 1994, a Editora Lumiar, de Almir Chediak, lançou o livro e o CD Carlos Lyra. De acordo com entrevista de Lyra publicada no livro, "Maria Ninguém" era a canção favorita da primeira-dama estadunidense Jacqueline Kennedy. Publicou, em seguida, pela Editora Maltese, o livro Ayanamsa: astrologia sideral. Ainda nesse ano, seu CD Bossa Lyra foi lançado no mercado brasileiro pela BMG/Ariola. Gravou, também em 1994, o CD Carioca de algema, lançado pela EMI-Odeon. No ano seguinte, realizou vários shows pelo Brasil, apresentando sua obra.
Em 1996, compôs, com Paulo César Pinheiro, a trilha sonora de Policarpo Quaresma, Herói do Brasil, filme de Paulo Thiago. Voltou ao Japão para uma temporada de shows. Ao final desse ano, estreou, no Metropolitan, no Rio, o show Vivendo Vinícius, ao lado de Leila Pinheiro, Toquinho e Baden Powell. Em 1997, participou do álbum Get's bossa nova lançado pela Pony Cannion Records. Ainda naquele ano, apresentou-se, ao lado de Roberto Menescal, Leila Pinheiro e Astrud Gilberto, entre outros, no espetáculo Get's bossa nova, realizado em Tóquio, em comemoração aos 40 anos da bossa nova. Em 1998 participou, ao lado de Baden Powell, Toquinho e Miucha, da nova montagem do espetáculo Vivendo Vinícius, realizado no Teatro João Caetano e gravado ao vivo em CD pela BMG.
No ano seguinte, apresentou-se no "Festival de Verão: Rio, sempre Bossa Nova", projeto da Prefeitura do Rio de Janeiro realizado no Parque Garota de Ipanema. Participou, ao lado de Caetano Veloso, Gilberto Gil, Joyce, Leila Pinheiro, Roberto Menescal e Wanda Sá, entre outros, do show de encerramento desse projeto, realizado no Posto 10 da Praia de Ipanema em comemoração aos 40 anos da Bossa Nova. Ainda em 1999, musicou o poema "Quando ela fala", de Machado de Assis. A canção foi interpretada por sua filha Kay Lyra na cerimônia do translado dos restos mortais do escritor e de sua esposa Carolina para o Mausoléu da Academia Brasileira de Letras.

### Década de 2000 em diante
Em 2000, abriu a temporada de shows do "Projeto Bossa Nova 2000", realizado pela Prefeitura do Rio de Janeiro no Parque dos Patins, acompanhado por Adriano Giffoni (baixo), Helvius Vilela (teclados), Marcio Bahia (bateria) e com participação especial de sua filha Kay Lyra. Nesse ano, lançou, pela Editora Irmãos Vitale, o método para violão "Harmonia prática da bossa nova", acompanhado de um CD contendo demonstrações de ritmos, além de 17 canções de sua autoria. Saiu em turnê pela América Latina, com um show em homenagem ao poeta e parceiro Vinícius de Moraes, que completava 20 anos de falecimento. Esse show contou também com a presença de Sebastião Tapajós, Miúcha e Georgiana de Moraes. Ainda em 2000, gravou o CD Carlos Lyra: Sambalanço, com produção de Kazuo Yoshida, lançado no mercado japonês pela Inpartmaint Inc. O disco contou com a participação de Kay Lyra em "Pode ir" e "O barco e a vela", nessa faixa acompanhada pelo violão do autor da canção, Claudio Lyra, sobrinho do compositor. No repertório, além das já citadas, regravações de "Minha namorada", "Canção que morre no ar" e "Também quem mandou", entre outras, além de canções inéditas como "Se quiseres chorar" e "Só choro quando estou feliz".
Em 2001, seu disco Saravá, relançado em CD pela BMG em produção assinada por Arnaldo DeSouteiro, foi premiado pela revista japonesa Record Collectors como o melhor relançamento do ano. Em 2002, a WEA Music relançou em CD o disco Herói do medo, com evento promovido na Modern Sound, no Rio de Janeiro. Dois anos depois, o CD Sambalanço foi lançado no mercado brasileiro. Nesse mesmo ano, comemorou 50 anos de carreira com show no Canecão. O espetáculo contou com a participação de Emílio Santiago, João Donato, Ivan Lins, Toni Garrido, Leila Pinheiro, Miúcha, Quarteto em Cy, Leny Andrade, Roberto Menescal, Wanda Sá, Marcos Valle, Leo Gandelman, Chico Caruso, Os Cariocas e Antonio Adolfo, além de seu sobrinho Claudio Lyra e sua filha Kay Lyra. Também em 2004, participou, ao lado de Johnny Alf, João Donato, Roberto Menescal, Wanda Sá, Leny Andrade, Pery Ribeiro, Durval Ferreira, Eliane Elias, Marcos Valle, Os Cariocas e Bossacucanova, do espetáculo Bossa Nova in Concert, realizado no Canecão. O show foi apresentado por Miele.
Apresentou-se, em 2005, no Martinus Concert Hall, em Helsinki. No mesmo ano, foi contemplado com o Prêmio Shell de Música, pelo conjunto de sua obra. Também em 2005, participou, como convidado especial, do show Bossa entre amigos, no Bar do Tom, no Rio, ao lado de Marcos Valle, Roberto Menescal e Wanda Sá. Nesse mesmo ano, fez show no Songbook Café, no Rio, ao lado de Antonio Adolfo, e atuou na segunda apresentação do espetáculo Bossa nova in concert, no Pátio dos Patins, também no Rio. Também em 2005, lançou o DVD 50 anos de música, registro do show realizado no ano anterior no Canecão. Ainda nesse ano, estreou o documentário Coisa mais linda - Histórias e casos da bossa nova, de Paulo Thiago, que contou com sua participação, ao lado de Roberto Menescal, na condução da narrativa. Apresentou-se, também em 2005, no Mistura Fina, no Rio.
No dia 25 de abril de 2007, foi homenageado pelo Instituto Cultural Cravo Albin na série Sarau da Pedra. No evento, foi afixada no Mural da Música do instituto, diante da presença de várias personalidades da cena cultural carioca, uma placa com seu nome, a ele dedicada pela relevância de sua obra musical. A comemoração contou com palestra sobre Vinicius de Moraes, proferida pelo poeta e membro da Academia Brasileira de Letras Ivan Junqueira, além de show de Kay Lyra, interpretando músicas de sua autoria. Em 2008 apresentou-se no Mistura Fina, no Rio de Janeiro, com o show Eu e a bossa. No mesmo ano, participou do espetáculo Bossa nova 50 anos, realizado na Praia de Ipanema, no Rio de Janeiro. Também no elenco, Roberto Menescal, Oscar Castro Neves, Wanda Sá, Leila Pinheiro, Emílio Santiago, Zimbo Trio, Leny Andrade, Fernanda Takai, Maria Rita, João Donato, Joyce, Marcos Valle e Patrícia Alvi, Bossacucanova e Cris Delanno. O show foi feito em comemoração aos 50 anos da bossa nova, e também ao aniversário da cidade do Rio. Em 2008, publicou o livro Eu e a bossa pela editora Casa da Palavra. No mesmo ano, lançou, com João Donato, Roberto Menescal e Marcos Valle, o CD Os Bossa Nova, contendo suas canções "Samba do carioca", "Até o fim", "Sextante" e "Ciúme".
Compôs, em parceria com Aldir Blanc, a trilha sonora do espetáculo Era no tempo do Rei, baseado no livro homônimo de Ruy Castro, que estreou em março de 2010 no Teatro João Caetano, no Rio de Janeiro, com direção geral de João Fonseca, direção musical de Délia Fischer e roteiro assinado por Heloisa Seixas e Julia Romeu. No mesmo ano, a banda Mantiqueira faz show em sua homenagem no Espaço Tom Jobim, no Rio, interpretando canções de sua autoria, como "Maria Ninguém" e "Se é tarde me perdoa" no estilo big band. No dia 9 de julho de 2010, fez recital na Academia Brasileira de Letras, no Rio, dentro da série "MPB na ABL", homenageando o parceiro Vinicius de Moraes. A apresentação do espetáculo esteve a cargo de Ricardo Cravo Albin, com roteiro elaborado pelo compositor, em parceria com o Instituto Cultural Cravo Albin. A homenagem marcou os 30 anos de falecimento do poeta e diplomata, e também sua promoção post mortem ao cargo de Embaixador do Brasil, com ato solene no Palácio do Itamaraty, em Brasília, no dia 16 de agosto do mesmo ano.
Em 2019, celebrando 65 anos de carreira, lança o álbum de músicas inéditas "Além da Bossa", pelo seu selo MCK.

## Vida pessoal
Abandonou o país após o golpe de 1964, só retornando em 1971. Casou-se com a atriz e modelo norte-americana Katherine Lee Riddell (radicada no Brasil como Kate Lyra) na Cidade do México em 1969. Teve com ela sua única filha, Kay Lyra, cantora popular de formação clássica. Em 2004, seu casamento de 34 anos com Kate chegou ao fim. Carlos Lyra vivia no Rio e desde 2004 era casado com sua produtora, Magda Botafogo.

## Morte
Carlos Lyra morreu na madrugada do dia 16 de dezembro, dois dias após dar entrada num hospital na Barra da Tijuca com quadro de febre. A causa da morte não foi confirmada. O corpo de Lyra foi velado no Cemitério Memorial do Carmo, no Caju.

## Discografia
- 1959 - Bossa Nova
- 1961 - Carlos Lyra
- 1962 - Bossa Nova Mesmo - Carlos Lyra / Laís / Lúcio Alves /Silvia Telles / Vinícius de Moraes /Conjunto Oscar Castro Neves
- 1963 - Depois do carnaval, O Sambalanço de Carlos Lyra
- 1964 - Pobre Menina Rica
- 1965 - The Sound of Ipanema  - Paul Winter / Carlos Lyra
- 1967 - Carlos Lyra
- 1969 - Carlos Lyra / Saravá
- 1971 - …E no Entanto é Preciso Cantar
- 1972 - Eu & Elas
- 1974 - Carlos Lyra
- 1975 - Herói do Medo
- 1987 - 25 Anos de Bossa Nova
- 1993 - Bossa Lyra
- 1994 - Carioca de Algema
- 1994 - Songbook
- 1999 - Vivendo Vinícius ao Vivo - Baden Powell / Carlos Lyra / Miúcha / Toquinho
- 2000 - Enciclopédia musical brasileira
- 2000 - Millennium
- 2003 - Coisa mais linda – As canções de Carlos Lyra
- 2004 - Sambalanço
- 2005 - DVD Carlos Lyra - 50 Anos de Música
- 2006 - CD Carlos Lyra - 50 Anos de Música
- 2008 - Os Bossa Nova - com Marcos Valle, João Donato e Roberto Menescal
- 2010 - Era no tempo do Rei
- 2019 - Além da Bossa